# Lijst van voetbalinterlands Chili - Hongarije
Deze lijst van voetbalinterlands is een overzicht van alle officiële voetbalwedstrijden tussen de nationale teams van Chili en Hongarije. De landen speelden tot op heden twee keer tegen elkaar. De eerste ontmoeting, een vriendschappelijke wedstrijd, werd gespeeld in Santiago op 9 december 1961. Het laatste duel, eveneens een vriendschappelijke wedstrijd, vond plaats op 13 december 1961 in de Chileense hoofdstad.

## Wedstrijden
| № | Plaats   | Datum            | Competitie        | Wedstrijd         | Uitslag |
| - | -------- | ---------------- | ----------------- | ----------------- | ------- |
| 1 | Santiago | 9 december 1961  | Vriendschappelijk | Chili – Hongarije | 5 – 1   |
| 2 | Santiago | 13 december 1961 | Vriendschappelijk | Chili – Hongarije | 0 – 0   |

## Samenvatting
| Competitie        | Totaal gespeeld | Winst Chili | Gelijk | Winst Hongarije | Doelsaldo Chili – Hongarije |
| ----------------- | --------------- | ----------- | ------ | --------------- | --------------------------- |
| Vriendschappelijk | 2               | 1           | 1      | 0               | 5 − 1                       |
| Totaal            | 2               | 1           | 1      | 0               | 5 − 1                       |

Wedstrijden bepaald door strafschoppen worden, in lijn met de FIFA, als een gelijkspel gerekend.

## Details

### Tweede ontmoeting
| Vriendschappelijk (Santiago, Chili, 13 december 1961): |       |           |
| Chili                                                  | 0 – 0 | Hongarije |
|                                                        | goals |           |